# بازار چند قطبی
بازار چند قطبی در اغلب جوامع صنعتی، یعنی چند عرضه کننده در مقابل تعداد کثیری تقاضا کننده یا مشتری قرار گرفته‌اند. البته در بخش تولید چند فروشنده، تقاضای انبوه خریداران را به نحوی برآورده می‌کنند که اتخاذ سیاست هر یک از آنها در وضع بازار و وجود دیگر فروشندگان مؤثر باشد، در چنین حالتی بازار چند قطبی ایجاد می‌شود. تولیدکنندگان در این نوع بازار می‌توانند تاثیر زیادی بر قیمت بازار گذارند، اما نمی‌توانند به طور مستقل قیمت کالا را تعیین کنند. باید عکس‌العمل رقبا را در نظر گیرند، زیرا الگوی واکنش رقبا در این حالت می‌تواند اشکال زیادی به خود گیرد. به عنوان مثال حالتی از بازار چندقطبی می‌تواند وجود داشته باشد که در بنگاه‌های اقتصادی تصمیم به توافق با یکدیگر بگیرند که وضعیتی شبیه انحصار ایجاد می‌شود. در این حالت مقدار تولید، فروش و قیمت کالا مشابه وضعیت انحصاری تعیین می‌شود.